# قرار مجلس الأمن التابع للأمم المتحدة رقم 374
قرار مجلس الأمن التابع للأمم المتحدة رقم 374، الصادر بالإجماع في 18 أغسطس 1975، بعد دراسة طلب جمهورية موزمبيق الشعبية (جمهورية موزمبيق حالياً) للحصول على عضوية الأمم المتحدة، وأوصى المجلس الجمعية العامة بقبول موزمبيق.